# Disneyficazione

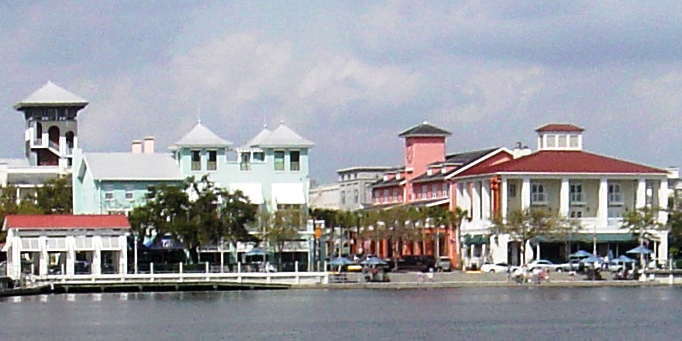
La cittadina di Celebration, in Florida, venne edificata dalla Disney con l'intenzione di creare una città perfetta.

Per disneyficazione (dall'inglese Disneyfication) o disneyzzazione (Disneyization) si intende, con un'accezione negativa, la trasformazione di un particolare contesto in qualcosa che richiama la Disney e i suoi parchi dei divertimenti o, in senso più ampio, una semplificazione, omogeneizzazione, e talvolta spettacolarizzazione, popolare che si rifà ai canoni di fantasia.

## Storia
Il termine "disneyficazione" venne adottato per la prima volta nel 1959, mentre il primo ad aver usato la parola  "disneyzzazione" è Peter K. Fallon. Nel suo libro del 1991 Christian Contradictions and the World Revolution, Andre Kehoe riporta che «questa cultura immaginaria imposta dai media è una grave interferenza nel libero pensiero e nella libertà di azione. Ciò ha a che fare con quello che Peter K. Fallon dell'università di New York definisce ‘disneyzzazione della società’». Nel 1993 George Ritzer ha usato la parola "disneyzzazione" per indicare i processi di marketing della Disney e la loro crescente influenza nella società. La disneyficazione viene anche affrontata dall'esperto di scienze sociali Jeff Ferrell nel suo libro sulla rigenerazione urbana Tearing Down the Streets: Adventures in Urban Anarchy del 2001. Ferrell sostiene che essa si compone di quattro elementi distintivi:
- il tema, che consiste nell'infondere una certa idea in un luogo o oggetto;
- il consumo ibrido che tiene conto della combinazione di molteplici possibilità di consumo in un determinato luogo;
- la politica del prodotto, ovvero la promozione di beni e servizi recanti immagini e loghi promozionali;
- il lavoro performativo, grazie al quale i dipendenti divengono artisti oltre che fornitori di servizi.

La parola "disneyficazione" è stata descritta e popolarizzata da Alan Bryman nel suo saggio del 1999 The Disneyization of Society, nel quale viene descritto quel fenomeno attraverso il quale si sviscera qualcosa della sua natura originale per rappresentarla in forma semplificata e controllata.